# Эскадренные миноносцы-вертолётоносцы типа «Хюга»
Вертолётоносцы проекта Хюга Морских сил самообороны Японии  (яп.   Хюгагата гоэйкан) — первые и крупнейшие на момент ввода в строй вертолётоносцы МССО Японии после Второй мировой войны. По официальной классификации — вертолётоносцы охранения  (яп.  хэрикопта тодзай гоэйкан) (DDH), по англоязычной — эсминцы-вертолетоносцы destroyer helicopter carrier и вертолетоносцы ПЛО ASW helicopter carrier. Ближайшими аналогами являются авианесущие крейсера Гарибальди ВМС Италии, Принц Астурии ВМС Испании и Инвинсибл ВМС Великобритании. Конструктивно являются первыми полноценными авианесущими кораблями МССО Японии со времён Второй мировой войны

## История проекта
В связи с устареванием принятых на вооружение Морских сил самообороны Японии в начале 1970-х гг. так называемых кораблей охранения  (яп.  гоэйкан) (эсминцев/крейсеров ПЛО) проектов Харуна и Сиранэ, в конце 1990-х гг. Управление национальной обороны поручило компании Исикавадзима Харима разработать проект корабля ПЛО океанской зоны, способного выполнять функции флагмана соединений. В 2000 г. кораблестроительное отделение компании предложило на рассмотрение УНО и МССО Японии три варианта вертолетоносца:
- увеличенный проект Харуна с кормовыми ангаром и вертолетной площадкой
- крейсер-вертолетоносец с кормовой и носовой вертолетными площадками
- авианесущий корабль со сплошной полетной палубой и подпалубными ангарами авиации

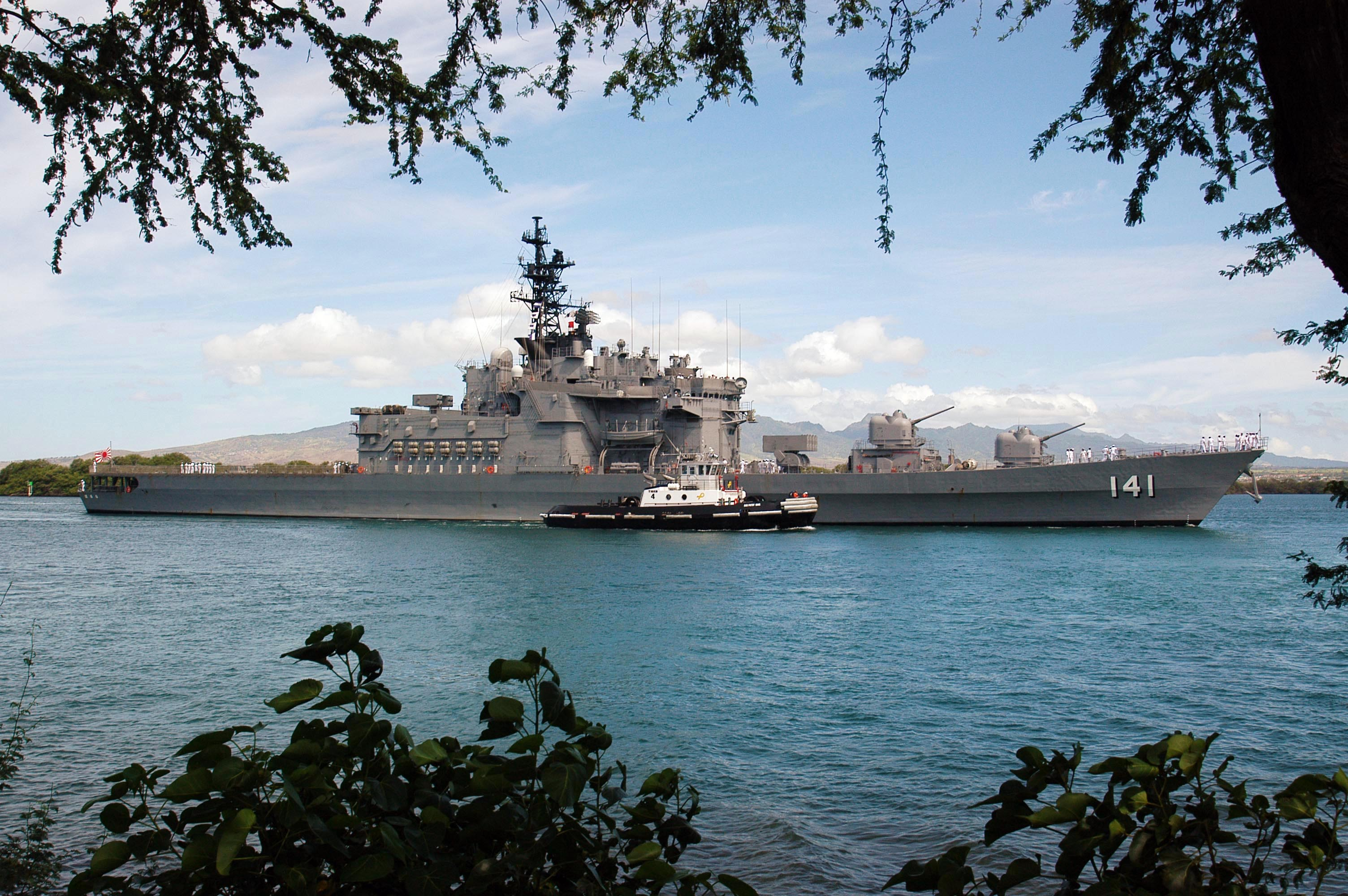
Эсминец-вертолетоносец №141 Харуна
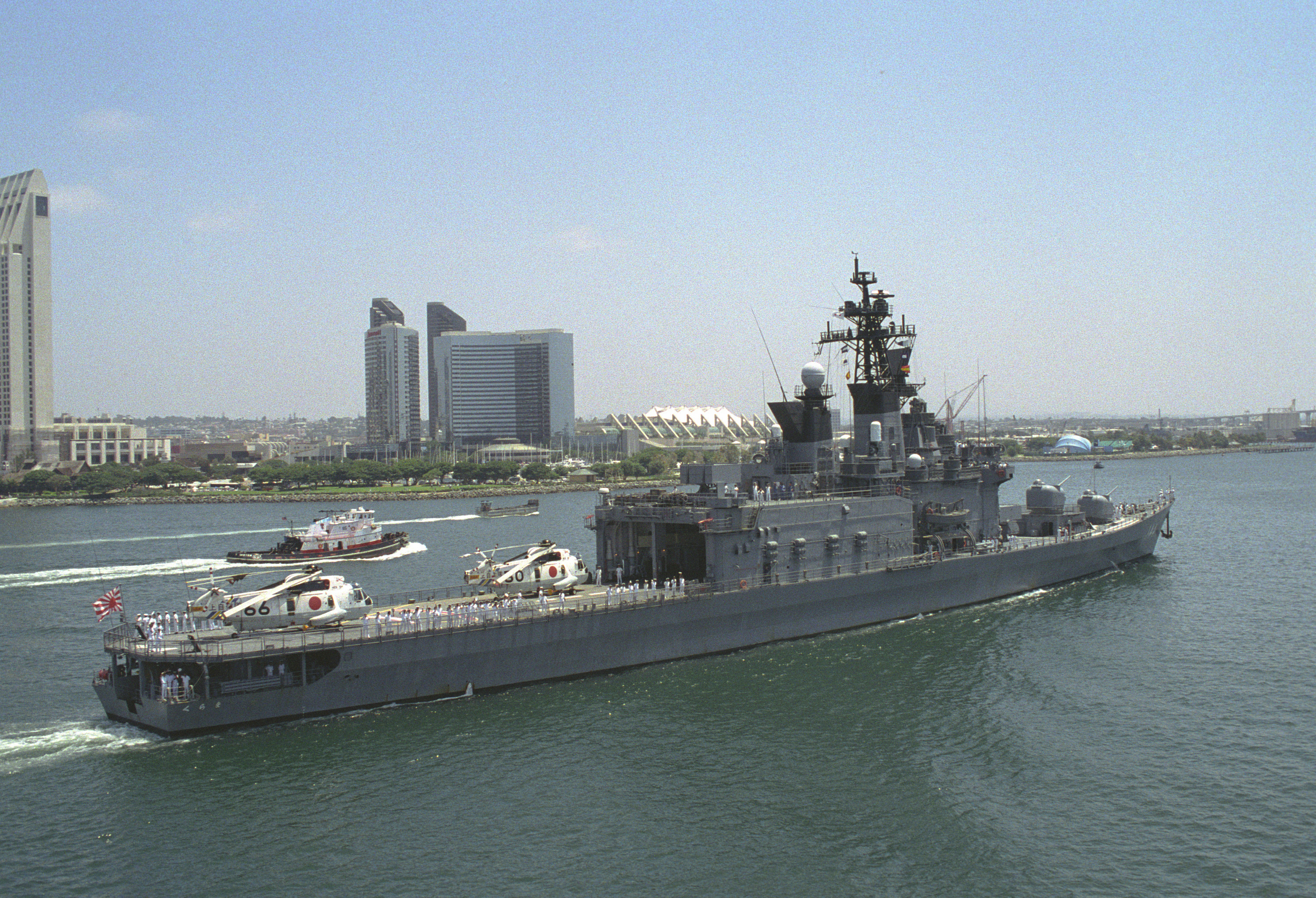
Эсминец-вертолетоносец №143 Сиранэ 1970-х гг.
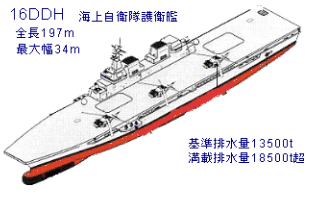
Общий вид третьего вертолетоносного проекта Исикавадзима-Харима
Общий вид полётной палубы

Второй проект был представлен заказчику в виде краткой эскизной разработки без рабочих чертежей с целью уже на первоначальной стадии привлечь его внимание к вертолетоносцу со сплошной полетной палубой. Решение о постройке полноценного авианесущего корабля было принято в 2003 г., а в 2006 — решение о постройке двух корпусов нового проекта.

### Классификация
Официальная японоязычная классификация проекта вертолетоносец охранения (DDH) одинакова с предыдущими проектами Харуна и Сиранэ, но фактически данная классификация не соответствует реальным ( расширенным ) возможностям корабля. Проект Хюга является первым в МССО Японии авианесущим крейсером с полётной палубой на всю длину корпуса, расширенной вертолетной группой и ракетным вооружением в вертикальных ПУ. Авторитетный справочник Jane’s классифицирует его как вертолётоносец, но в зарубежных СМИ корабль нередко именуется авианосцем и рассматривается как признак возрождения корабельной авиации Японии.

### Политический контекст
Согласно 9-й статье послевоенной конституции, с 1947 г. Япония в одностороннем отказалась от права на агрессивную войну или силовые угрозы для решения конфликтов. В 9-й статье не содержится запрета на строительство крупных кораблей, но ее духу противоречит создание наступательных вооружений, в том числе авианосцев.
Искренне стремясь к международному миру, основанному на справедливости и порядке, японский народ на вечные времена отказывается от войны как суверенного права нации, а также от угрозы или применения вооруженной силы как средства разрешения международных споров.
2. Для достижения цели, указанной в предыдущем абзаце, никогда впредь не будут создаваться сухопутные, морские и военно-воздушные силы, равно как и другие средства войны. Право на ведение государством войны не признается. пп. 1-2 Статьи 9 Конституции 1947 г.
Вопрос постройки и принятия на вооружение Сил самообороны технические близкого к авианосцу корабля вызвал значительные внешнеполитические дискуссии и рассматривался УНО и правительством на протяжении нескольких лет. Согласно официальной позиции УНО отказ от наступательной войны не отменяет права страны на самооборону. Главком МССО в 2008-09 г. Ё. Кода считает, что функционал и назначение кораблей шире официально заявляемых УНО/Минобороны, но Министерство не считает нужным давать комментарии по этому вопросу. В связи с требованиями расширения авиагруппы ПЛО по сравнению с проектом Харуна и использования в качестве флагмана, проектное отделение компании Исикавадзима-Харима сочло необходимым увеличить полное водоизмещение корабля до 19 тыс. т. До вступления в строй в 2015 г. вертолетоносцев проекта Идзумо наиболее крупными кораблями Морских сил самообороны, помимо проекта Хюга, являлись вспомогательные танкеры проекта Масю (длина 221 м, полное водоизмещение 25 тыс. т.) .

### Наименование
Корабли проекта названы в честь исторических провинций Исэ и Хюга островов Хонсю (преф. Миэ) и Кюсю (преф. Миядзаки) и носивших то же наименование линкоров проекта Исэ (Исэ-Хюга, 1918-21 гг.). Реестровые номера № 16-18 соответствуют году зачисления в списочный состав Сил Самообороны (16-18 гг. эры Хэйсэй/2004-06гг.).

## Список корпусов

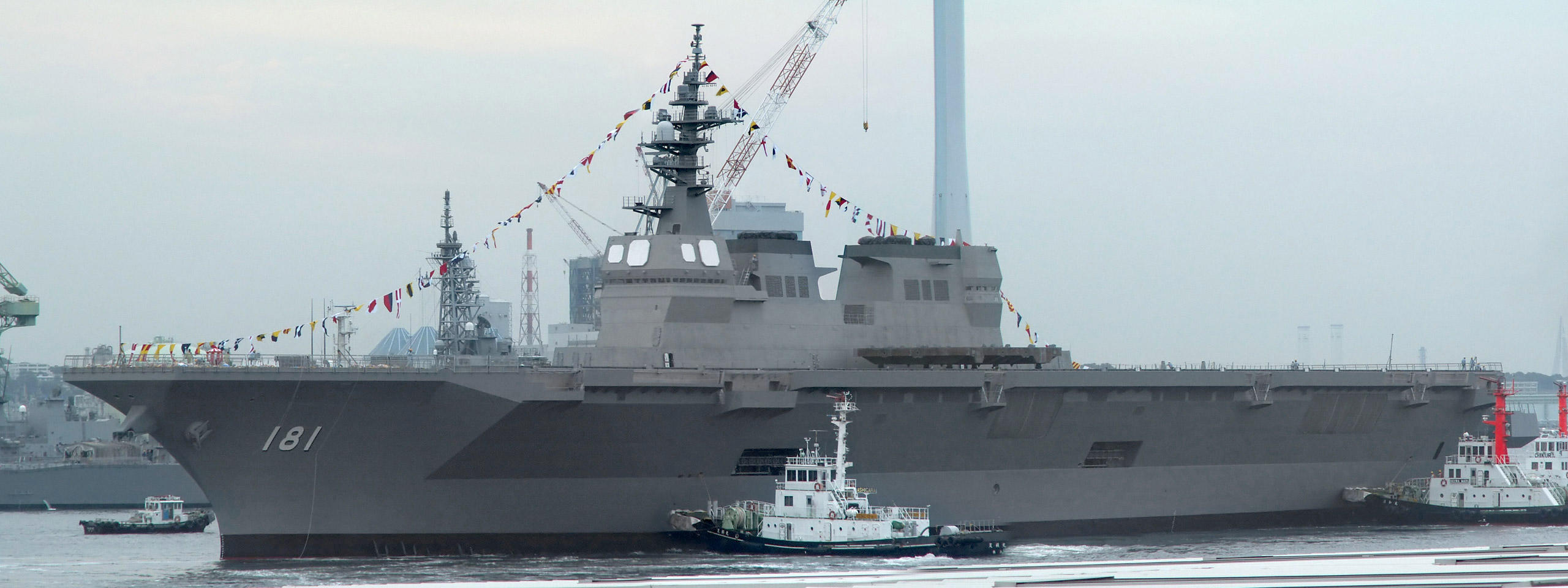
Вертолетоносец №181 Хюга (п. Иокогама, 2007 г.)
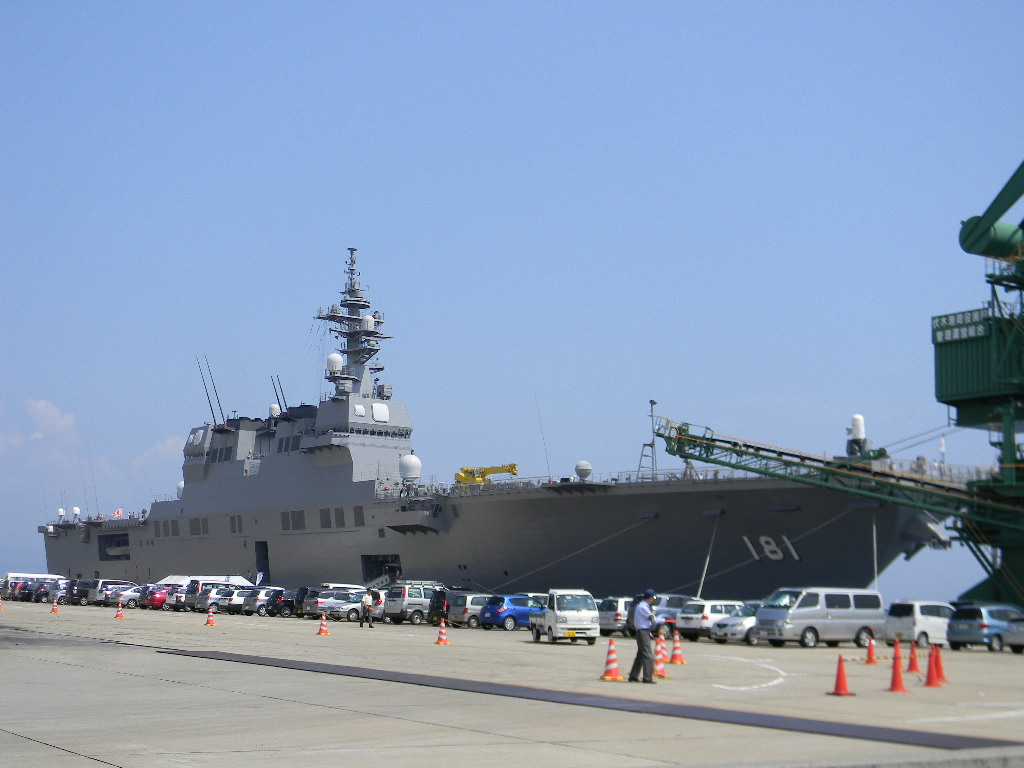
Вертолётоносец №181 Хюга (п. Фусики, 2012 г.)
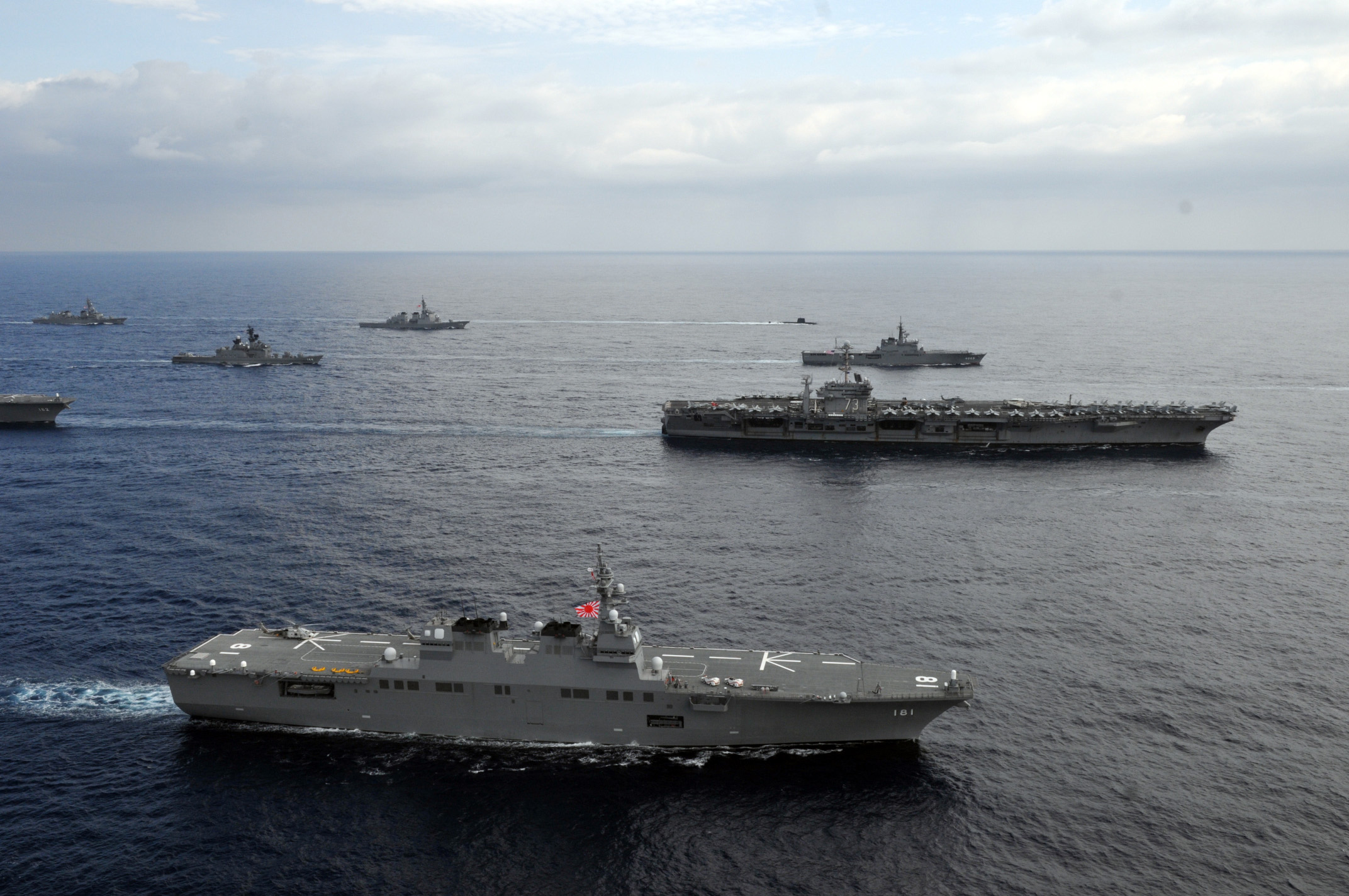
Вертолетоносец №181 Хюга на совместных учениях c 7-м Флотом ВМС США  (Восточно-Китайское море, 2013 г.)
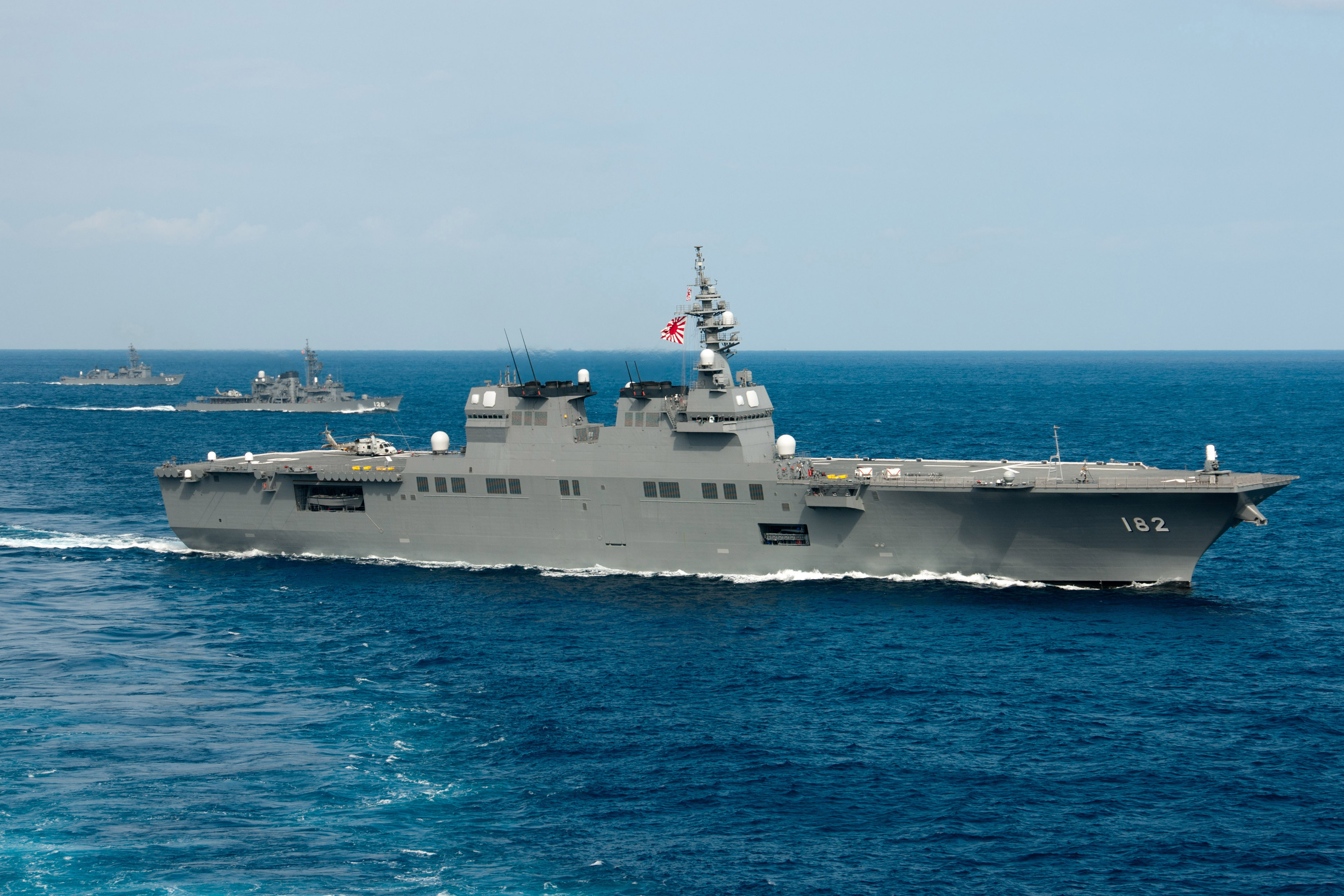
Вертолетоносец №182 Исэ (Восточно-Китайское море, 2013 г.)
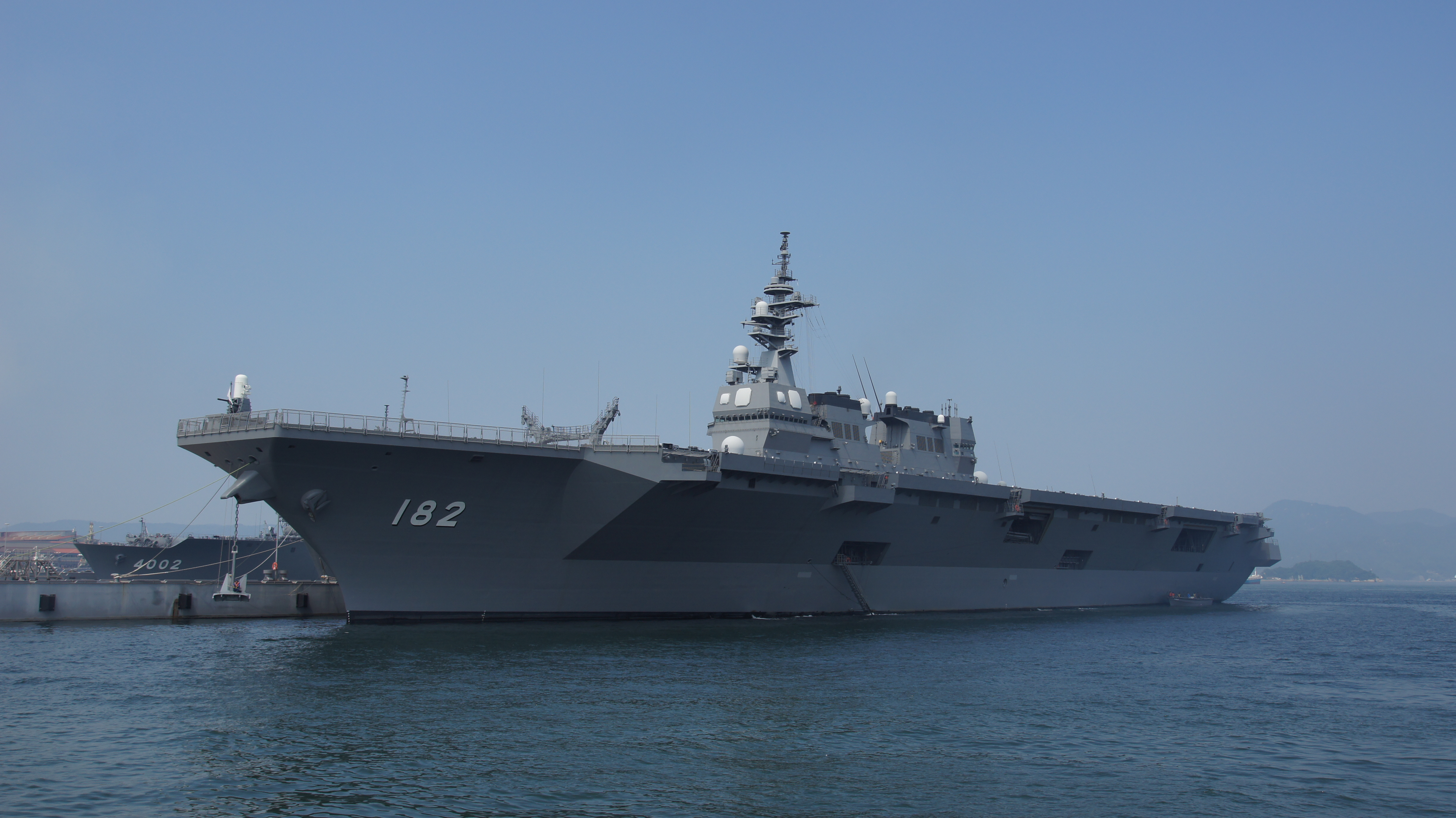
Вертолётоносец №182 Исэ (п. Курэ, 2015 г.)

### Принятие на вооружение
Головной вертолетоносец № 181 Хюга (16DDH) приписан к базе МССО Йокосука с 2009 года, с 2015 г. — к базе МССО Майдзуру.
Второй корпус № 182 Исэ (18DDH) — к базе МССО Курэ с 2011 г., с 2017 г. — к базе МССО Сасэбо.
| Бортовой (реестровый) номер | Название | Подрядчик                      | Заложен    | Спущен     | В строю    | Порт приписки                                             |
| --------------------------- | -------- | ------------------------------ | ---------- | ---------- | ---------- | --------------------------------------------------------- |
| № 181 (16DDH)               | Хюга     | Исикавадзима- Харима- Иокогама | 11.05.2006 | 23.08.2007 | 18.03.2009 | база МССО Майдзуру 3-й дивизион 3-й дивизии надводных сил |
| № 182 (18DDH)               | Исэ      | Исикавадзима- Харима- Иокогама | 30.05.2008 | 21.08.2009 | 14.03.2011 | база МССО Сасэбо 2-й дивизион 2-й дивизии надводных сил   |

## Конструкция

### Корпус

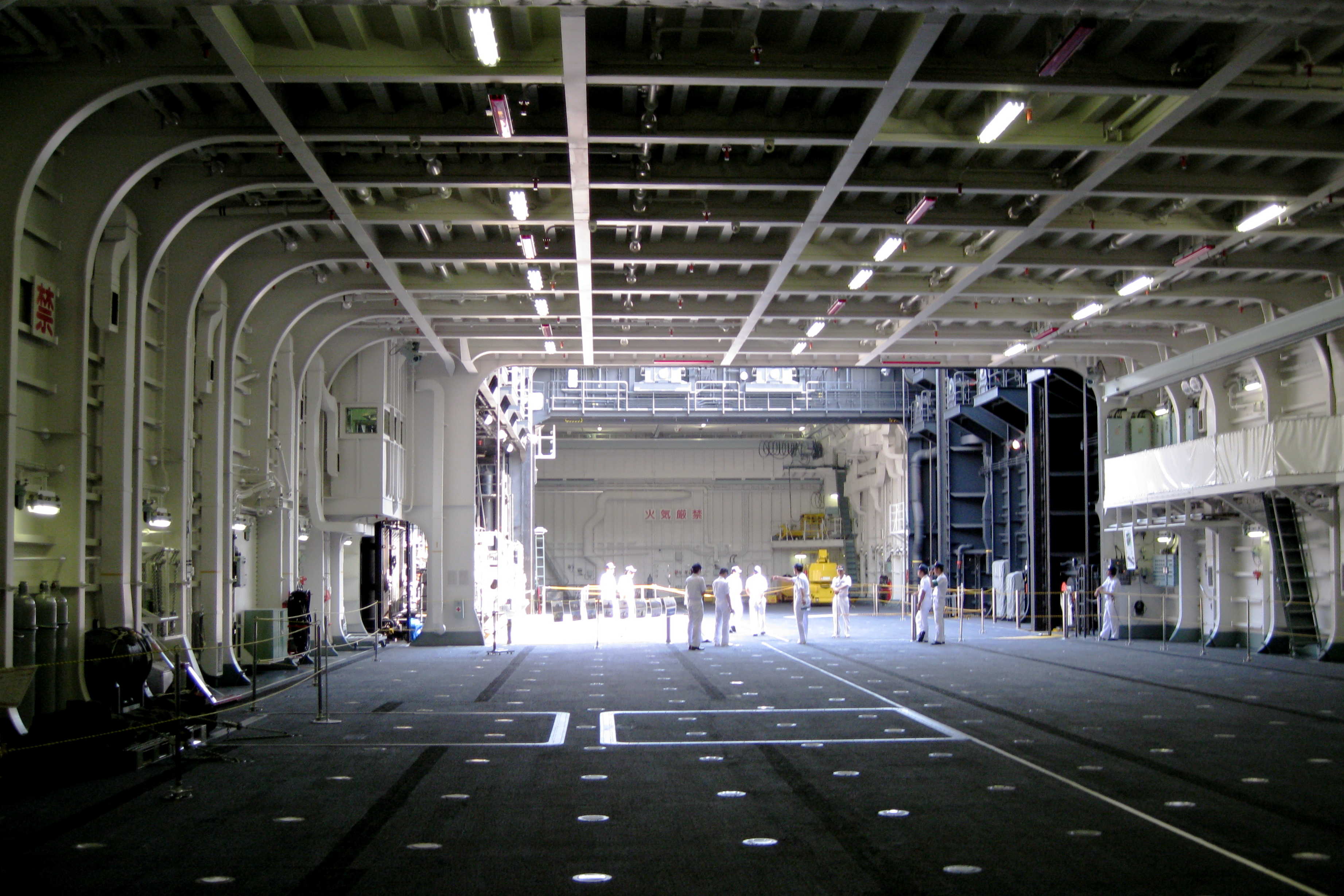
Общий вид носового ангара от кормового подъемника
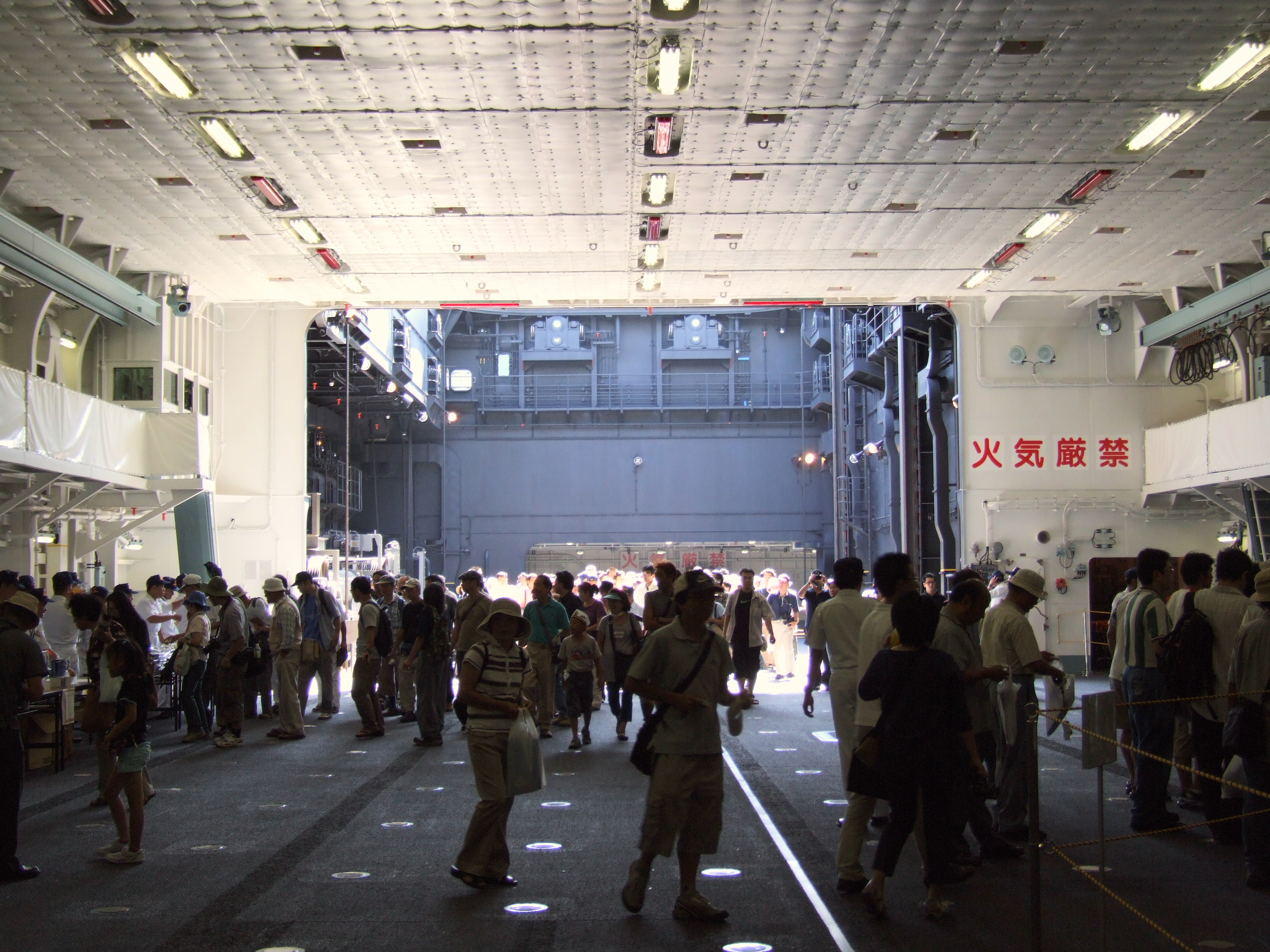
Общий вид кормового ангара от носового подъемника
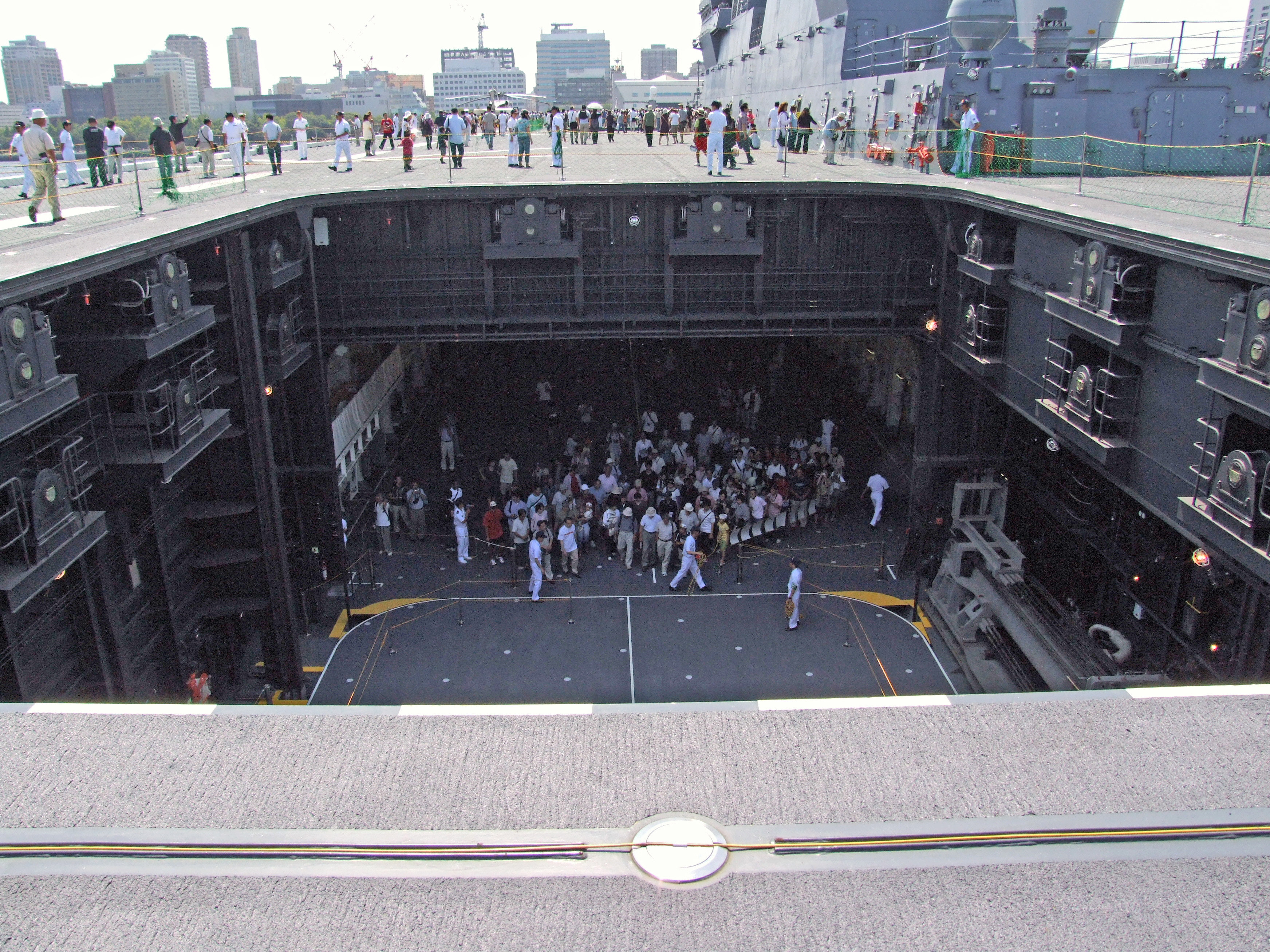
Вид ангарной палубы от носового подъемника
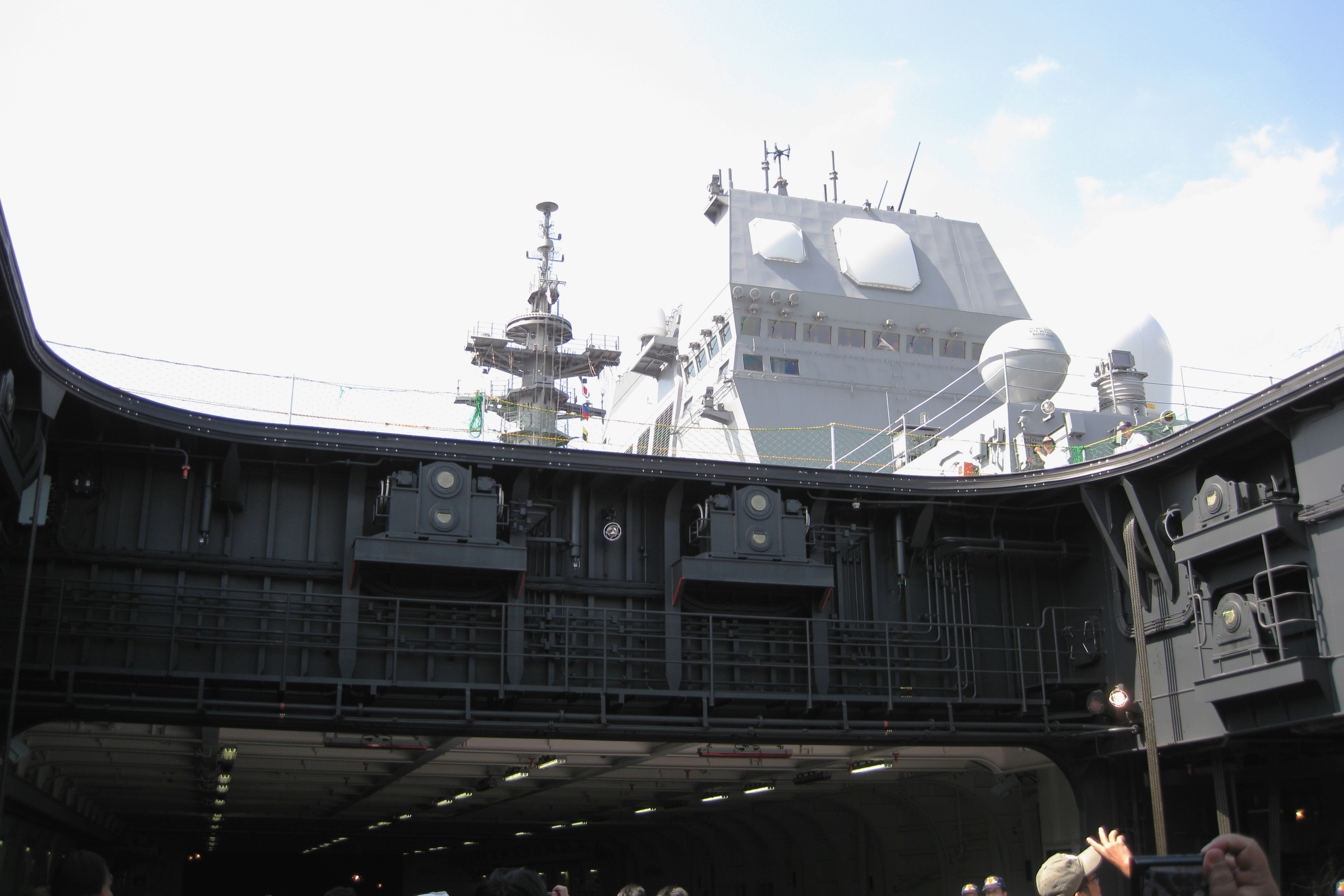
Разрез полетной палубы
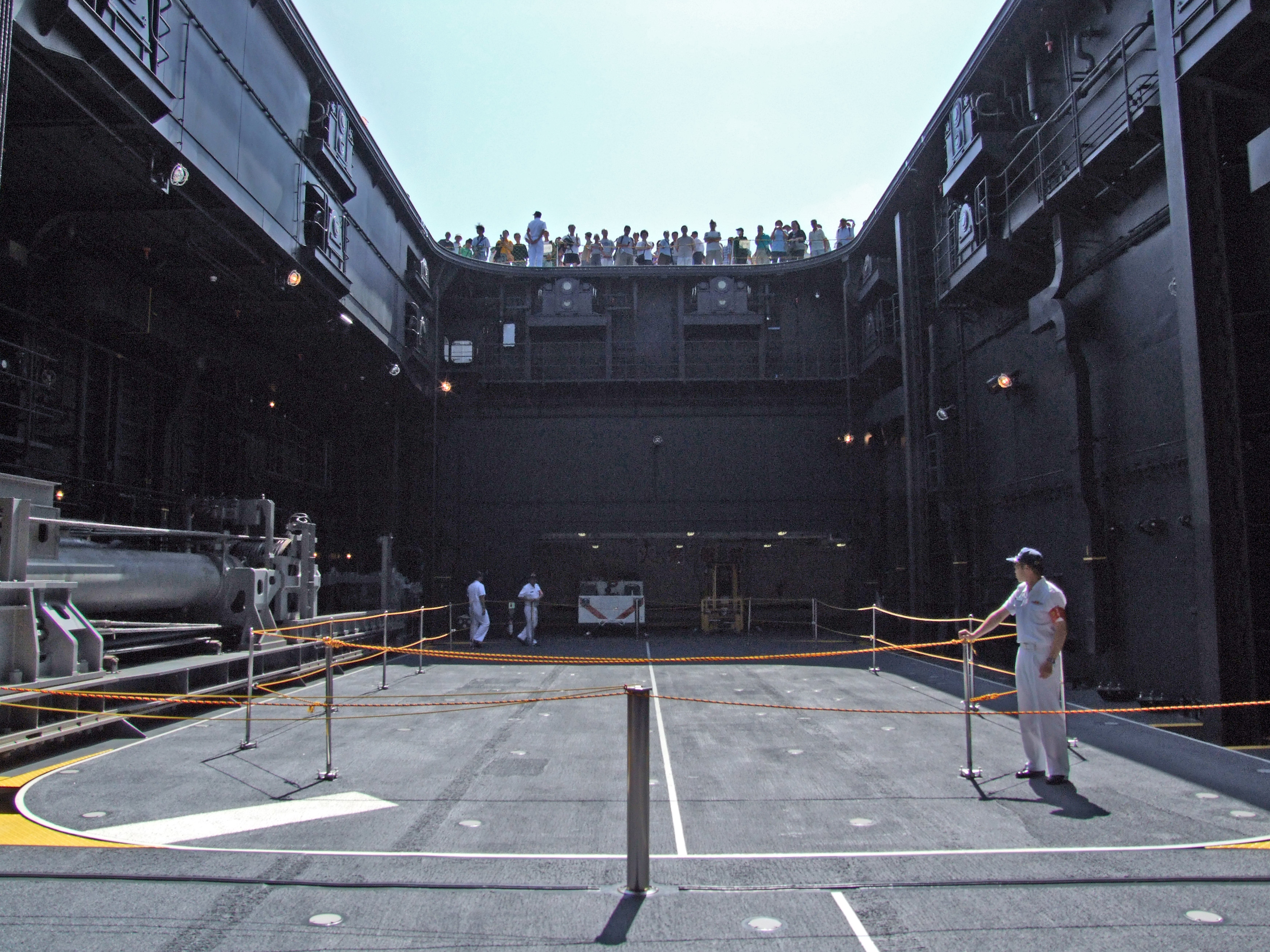
Общий вид шахты кормового подъемника
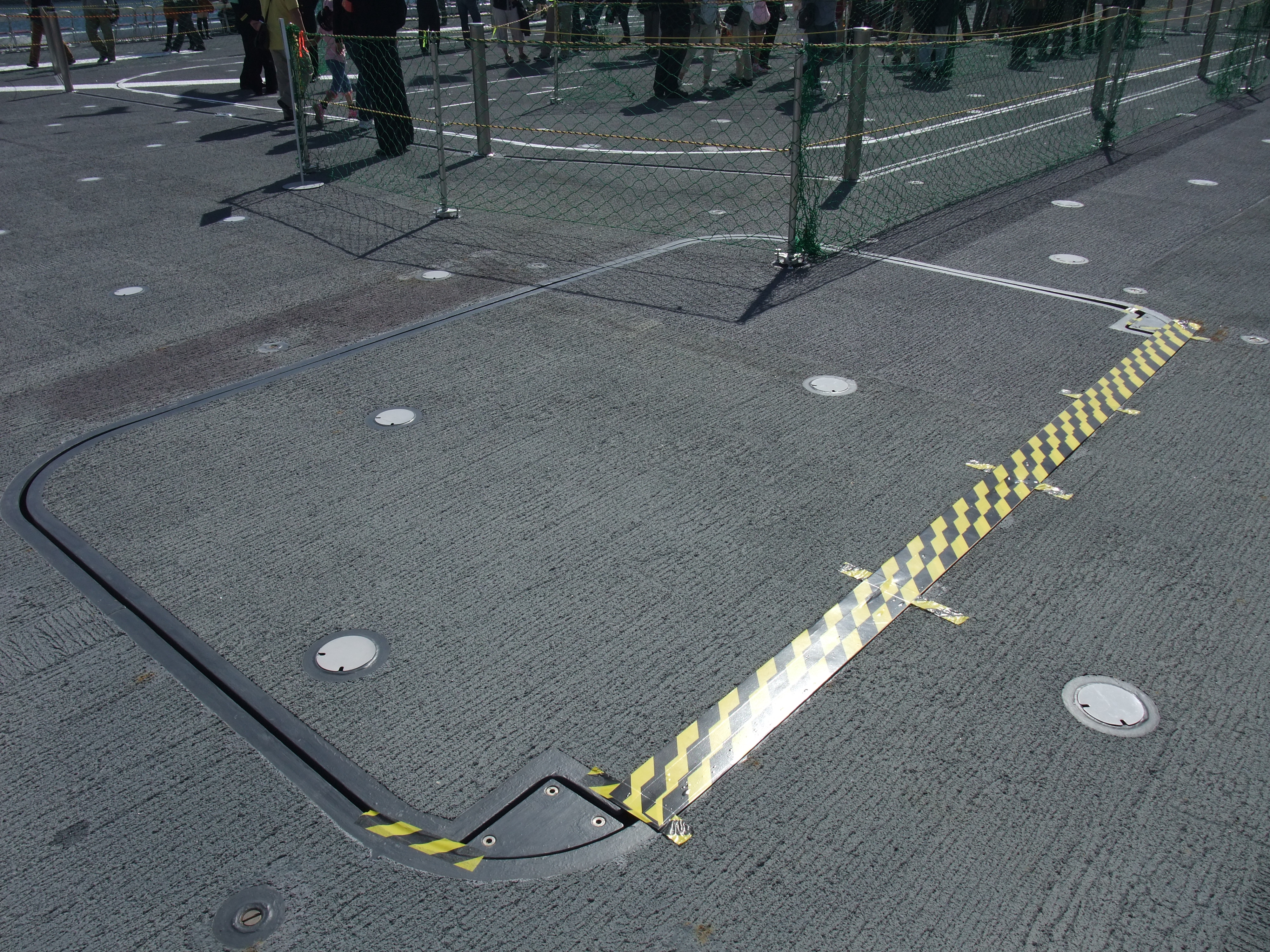
Общий вид платформы подъемника боезапаса
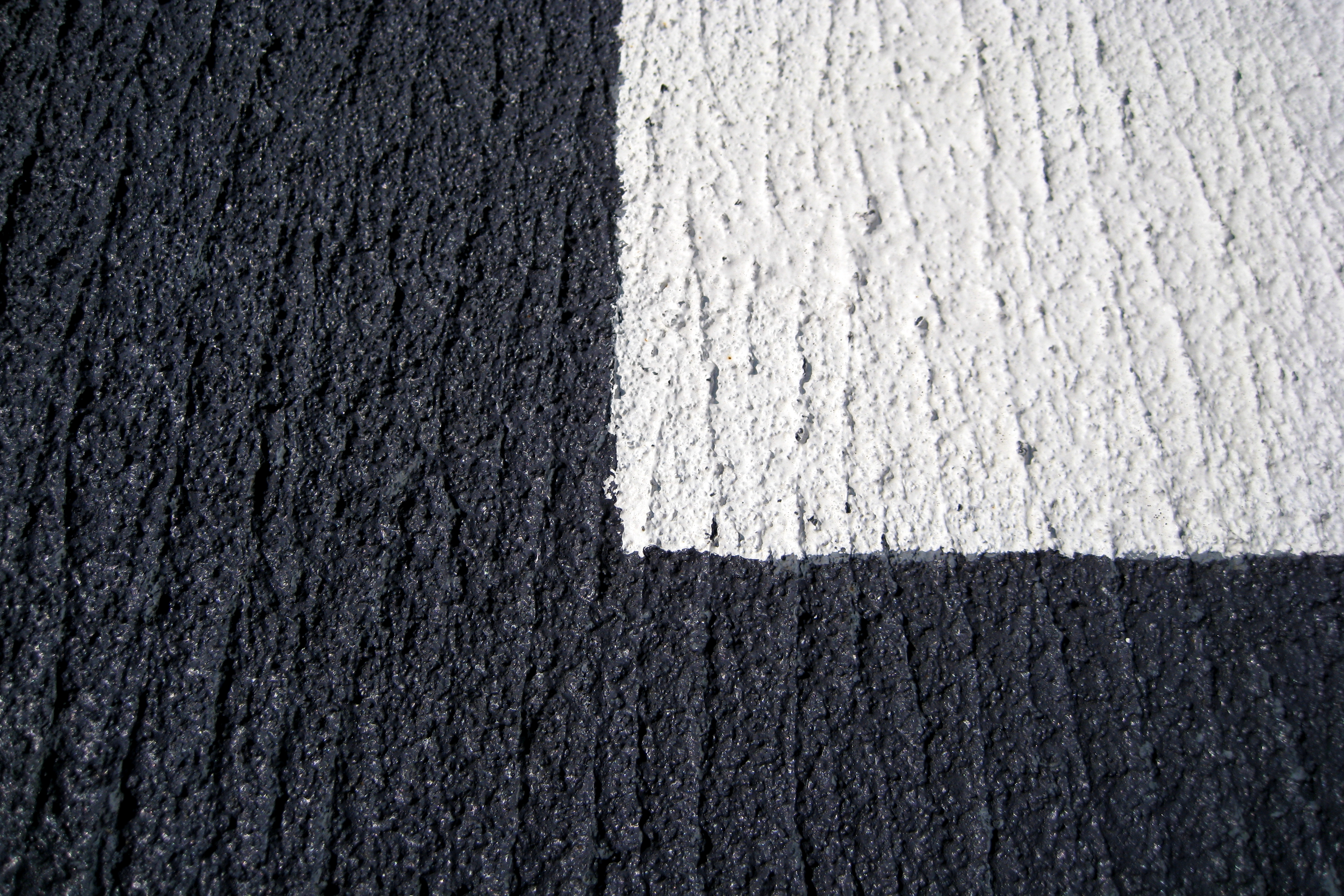
Покрытие полетной палубы

Корпус стальной, семипалубной конструкции, с верхней полетной палубой на всю длину корпуса и боковой надстройкой-островом правого борта. Надстройка правого борта пятиярусная длиной 70 м и шириной 9 м c общекорабельным КП и КП воздушного движения на четвертом ярусе. В отличие от эсминцев-вертолетоносцев проектов Харуна и Сиранэ полетная палуба и островной КП обеспечивают возможность подъема и принятия нескольких вертолетов одновременно. При разработке архитектуры корпуса впервые в кораблестроении Японии учитывалась необходимость понижения радиолокационной заметности корабля. Ходовые характеристики не уступают характеристикам проекта Конго при вдвое большем водоизмещении.

### Энергетическая установка
ГЭУ производства двигателестроительного отделения Исикавадзима-Харима комбинированная газотурбинная, однотипная с эсминцами УРО проекта Конго. Двухэшелонная ГТУ занимает трюмный объем до пятой палубы и включает 4 ед. лицензионных Дженерал Электрик ЛМ-2500 по 25 тыс. л. с. (общей мощностью на двух валах до 100 тыс. л. с.). Носовой эшелон (МО № 1) занимают ГТУ левого вала, кормовой (МО № 2) — ГТУ правого вала, промежуточный — 4 ед. турбогенераторов. Трубы дымосброса и заборные воздуховоды проведены между с четвертой на вторую палубу — воздухозабор побортный, дымосброс интегрирован в надстройку правого борта. Среднее турбогенераторное МО включает 4 ед. турбогенераторов по 2,4 МВт. Аварийная генерация не предусмотрена, работающие генераторы компенсируют увеличение нагрузки при выходе из строя одной или двух установок. Котельная установка бортовых опреснителей питьевой и технической воды также идентична установке эсминцев проекта Конго.

### Командные пункты

КП соединения
Корабельный КП
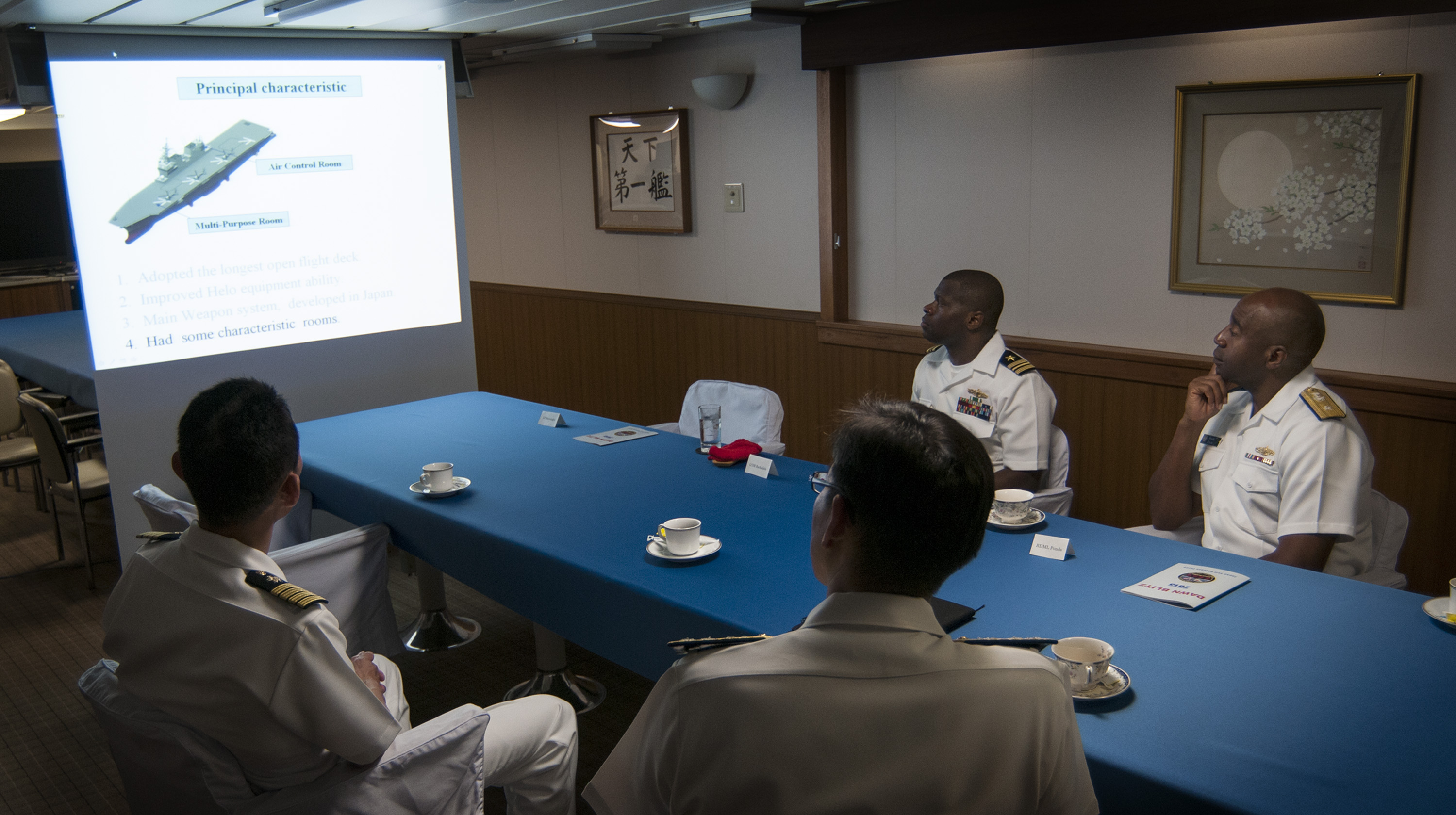
Командирский салон

Впервые для корабля класса эсминец-крейсер  (яп.  гоэйкан) МССО Японии на второй командной палубе предусмотрен КП соединения с функциями контроля и управления морскими силами. По модели флагманского КП ВМС США, командный пункт оборудован терминалами и экранами систем связи и управления МССО Японии (MOF) и ВМС США (GCCS-M). В системе управления предусмотрено использование дециметровой спутниковой сети FLTSATCOM ВМС США и совместимость с УКВ-диапазонами морской голосовой связи ВМС США на базе программируемой радиосети. Работа корабельной спутниковой связи МССО обеспечивается спутником связи N-SAT-110 (Супербёрд-Д) на геостационарной орбите на высоте 36 км в районе о. Борнео (110° в. д.).
На той же палубе расположен корабельный КП с комплексом управления вооружением ATECS (Advanced Technology Combat System) и корабельной БИУС OYQ-10 ACDS с функциями анализа данных РЛС ПВО (FCS-3) и ГАС ПЛО (OQQ-21). КП может быть развернут в отдельный оперативный центр чрезвычайных ситуаций или морской КП береговой миротворческой операции. Работу КП, 60 боевых и 200 информационных постов обеспечивает двухканальная внутрикорабельная локальная сеть JSWAN класса GbE (Gigabit Ethernet) с открытым каналом общекорабельной информации и шифрованным каналом боевой обстановки. Дополнительные возможности внутрикорабельной связи предоставляет бортовая сотовая сеть стандарта PHS (1880—1930 МГц)

### Ангары
Объем помещений авиаБЧ занимает до 60 % процентов объема корпуса между 2-й и 4-й палубами. Общая длина разделенных стальными противопожарными жалюзи кормового и носового ангарных отсеков составляет 120 м, ширина — до 20 м. Площадь носового отсека (1,2 тыс. кв.м.) позволяет хранить в нем запаркованной вертолетную эскадрилью ПЛО (8 ед. вертолетов ПЛО Мицубиси SH-60J). В кормовом ангаре, кроме зон подготовки техники к вылету, предусмотрена ремонтная зона площадью до 20 кв.м. (агрегатная замена двигателей и автоматов перекоса, регламентное техобслуживание БРЭО).
Проект Хюга имеет два палубных подъемника (на следующем проекте Идзумо впервые установлен бортовой подъемник) грузоподъемностью до 20 т и скоростью подъема до 6 м/сек. Платформа кормового подъемника (260 кв.м.) позволяет подъем/спуск спуск аварийного вертолета непосредственно в ремонтный ангар без необходимости складывания и фиксации главных лопастей, носового (130 кв.м.) — спуск техники со сложенными лопастями в нососой ангар. Помимо подъемников авиации, в корме и носу предусмотрены подъемники
ракетного и торпедного боезапаса площадью 8 м² и грузоподъемностью 1,5 т|.

## Вооружение

### Авиационное

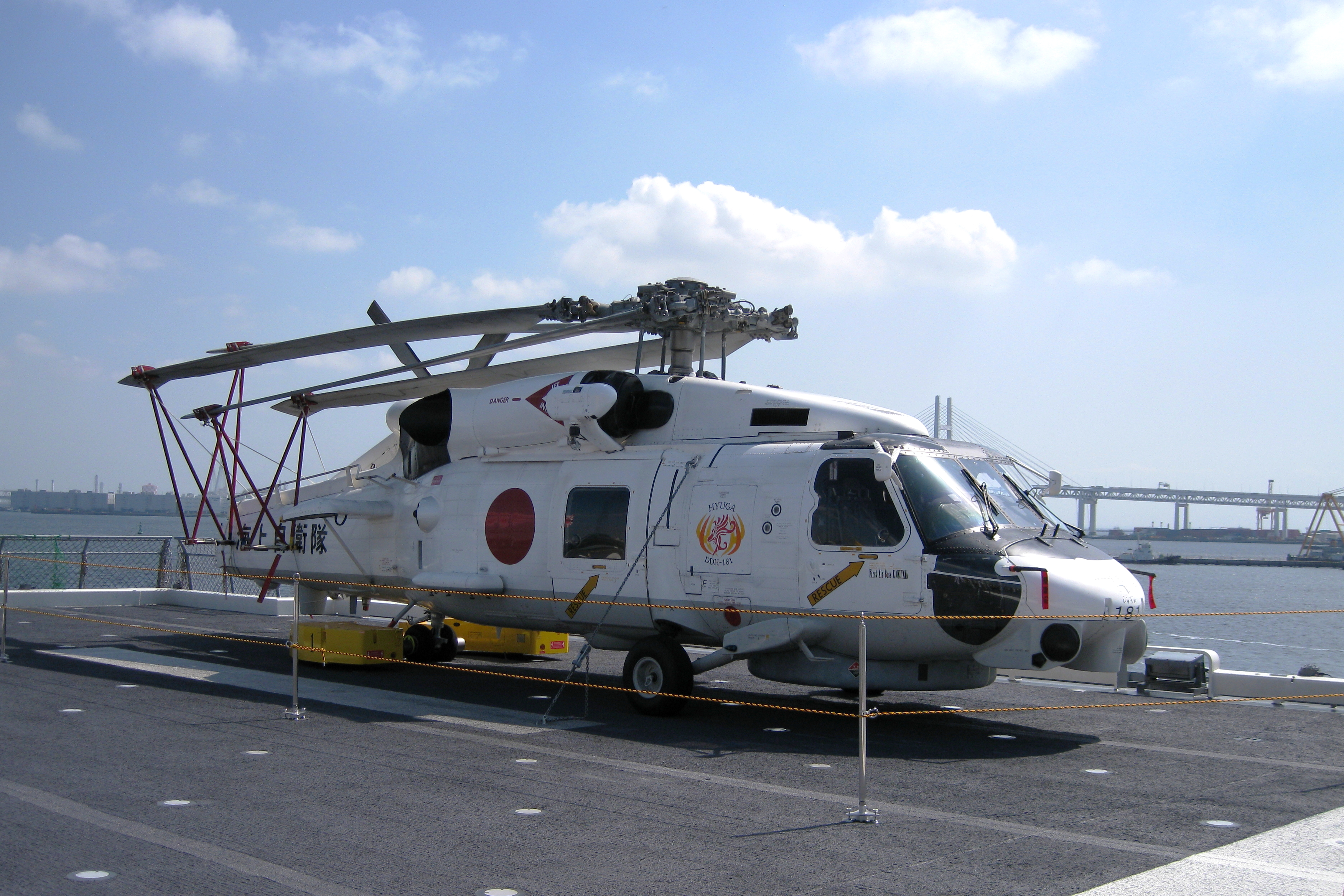
Запаркованный на палубе вертолетоносца №181 Хюга  вертолет Мицубиси SH-60J МССО (2009 г.)
Запаркованный на палубе вертолетоносца №181 Хюга конвертоплан СкопаV-22 262-й эскадрильи КМП США(2013 г.)
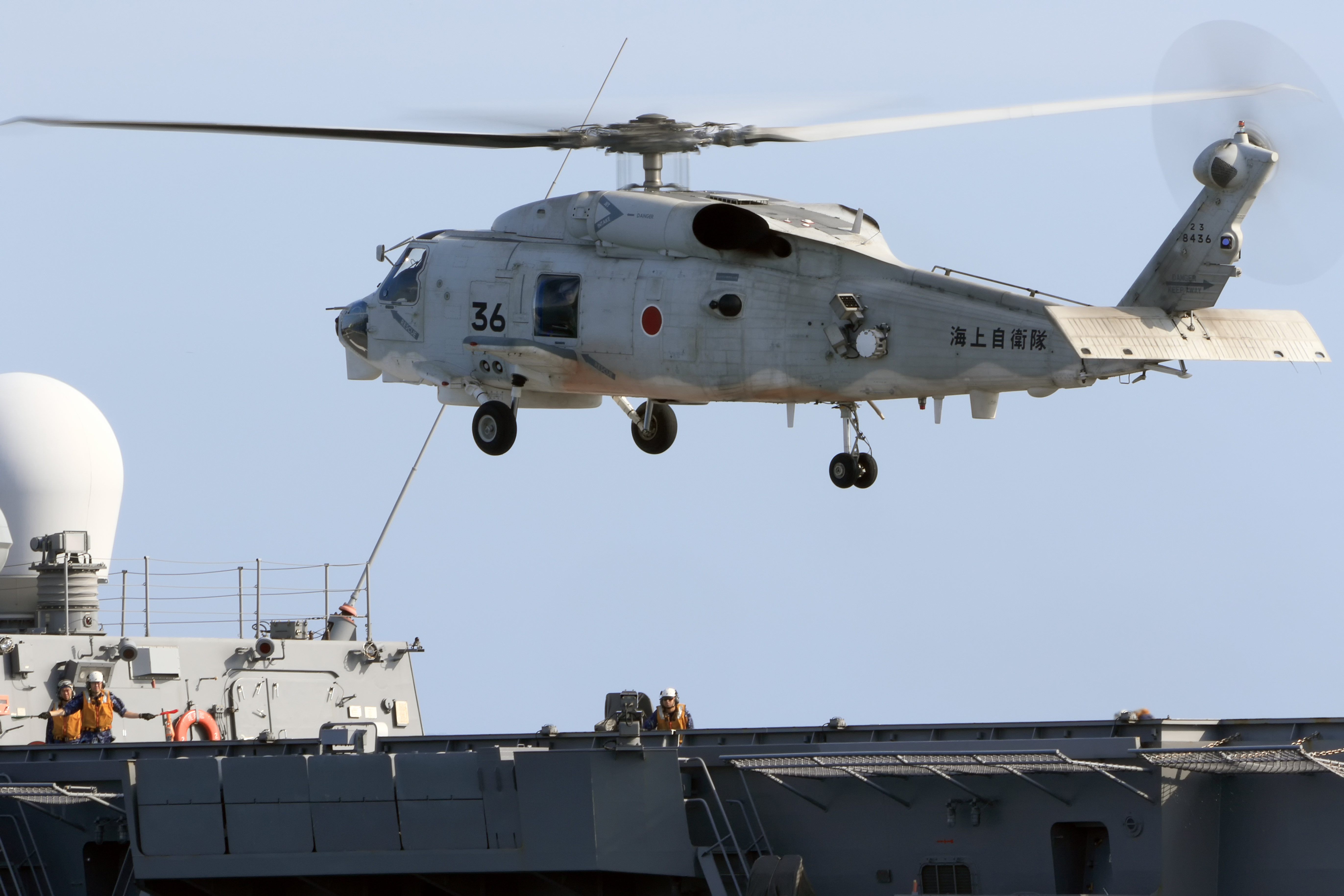
Взлет вертолета Мицубиси SH-60J МССО с вертолетоносца №181 Хюга (2016 г.)
Посадка конвертоплана Скопа V-22 262-й эскадрильи КМП США на вертолетоносец №181 Хюга (2016 г.)
Конвертоплан Скопа V-22 262-й эскадрильи КМП США в ангаре вертолетоносца №181 Хюга (2016 г.)
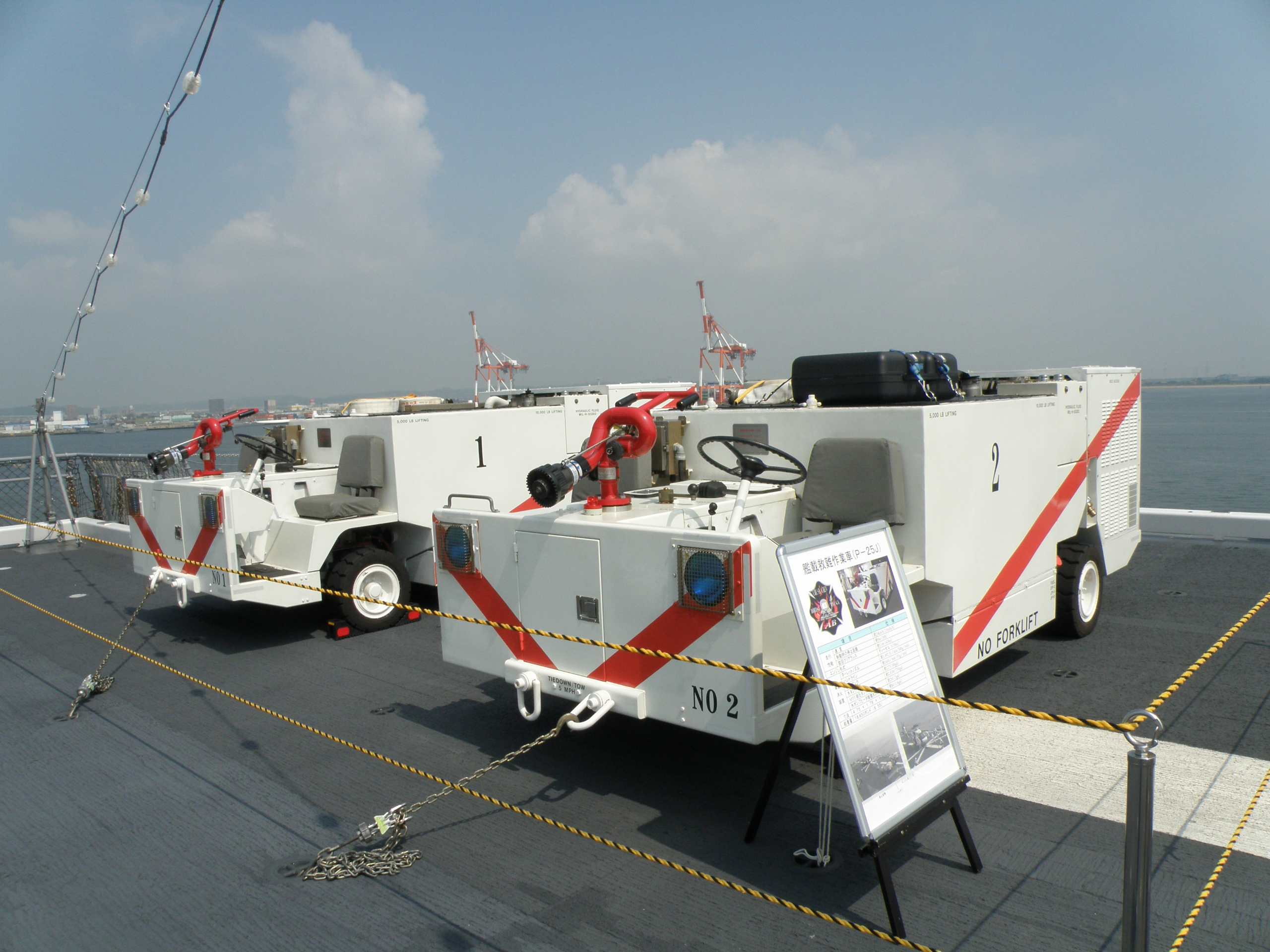
Бортовые пожарные машины
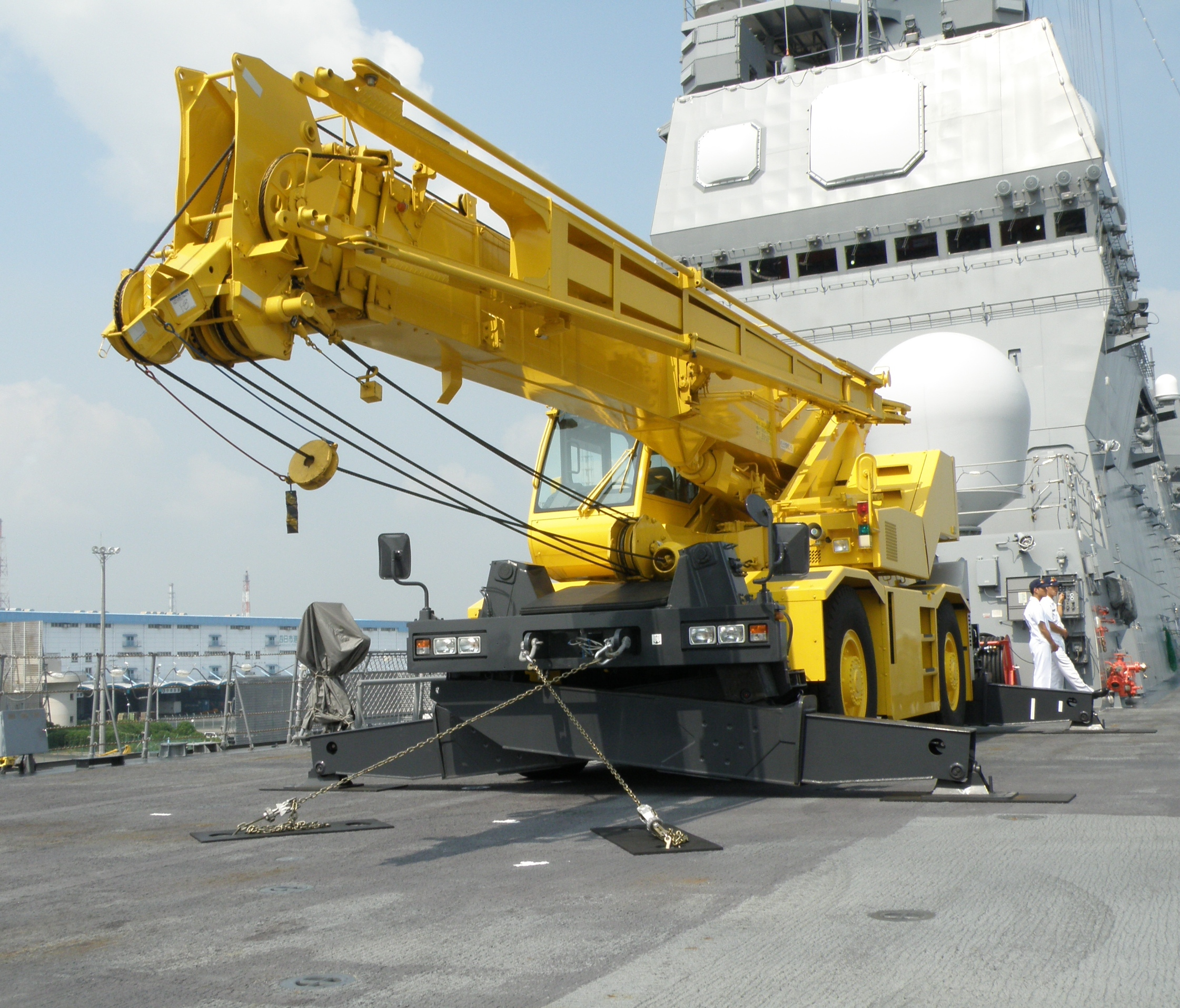
Расчаленный бортовой кран

Возможность одновременного подъема/принятия нескольких вертолетов и наличие КП управления воздушным движением ближней зоны дают широкие возможности базирования и применения авиации. Полетная палуба предусматривает одновременную парковку 4 ед. вертолетов на установленных позициях при одновременных воздушных операциях (взлет/посадка) с трех позиций. На корабле обеспечивается базирование не менее 3 ед. вертолетов ПЛО Мицубиси SH-60J/SH-60K и 1 ед. транспортного Агуста MCH-101. Все вертолеты ПЛО имеют на борту аппаратуру цифровой связи с кораблем ORQ-1C для автоматического отображения подводной обстановки на экранах корабельных КП и боевых постов. В 2013 г. на время учений амфибийных сил КМП США Даун Блитц вертолетоносец № 181 Хюга, кроме стандартной авиагруппы МССО, имел на борту технику авиаполка Запад Сухопутных сил самообороны (по паре транспортных Чинук CH-47JA и ударных Апач AH-64D) и КМП США (конвертопланы Скопа V-22). При чрезвычайных ситуациях на кораблях проекта может базироваться техника 72-го и 73-го многоцелевых вертолетных полков МССО (Сихок UH-60J).

### Ракетное

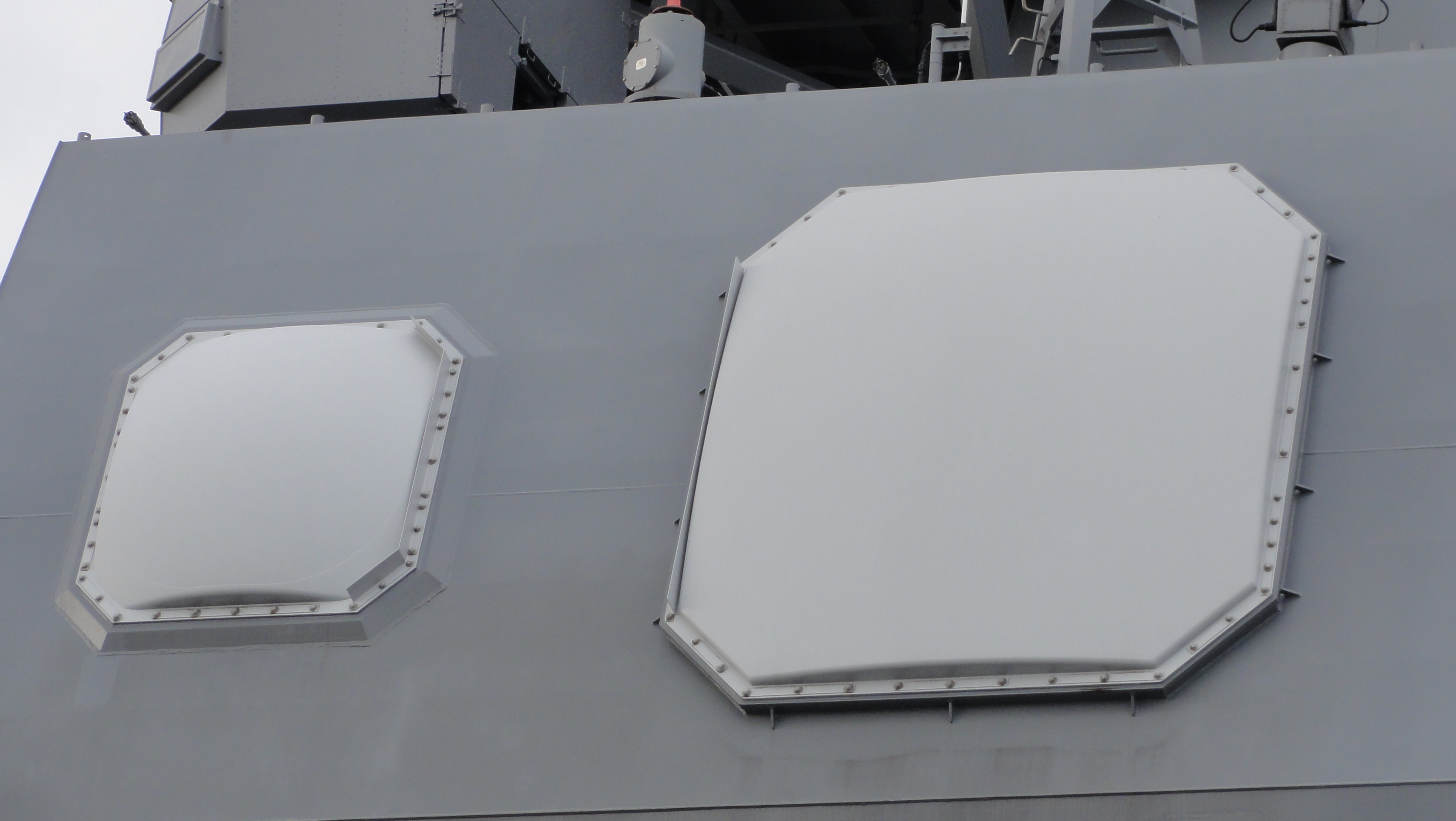
Фазированные антенные решетки обзорной РЛС FCS-3 вертолетоносца №182 Исэ
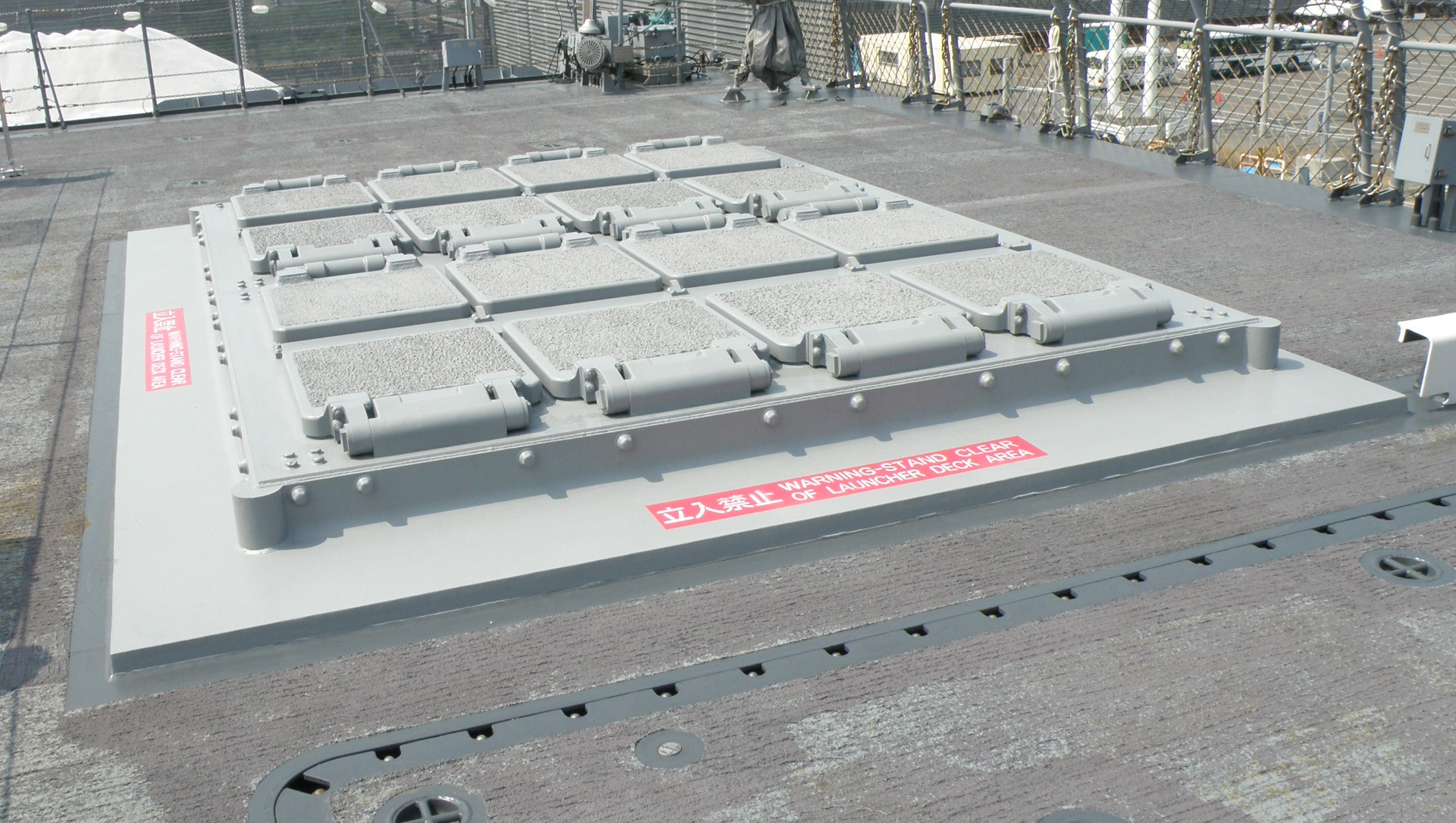
Многоцелевая контейнерная УВП Mк.41. (мод. 22)

В кормовой части правого борта полетной палубы корабль несет батарею многоцелевых контейнерных УВП Mк.41. (мод. 22) (16 ячеек) c 4 счетверенными ячейками (16 ед.) зенитного ракетного комплекса морского базирования Си Спэрроу ESSM и 12 одинарными противолодочного ракетного комплекса VL-ASROC . На проекте Хюга по сравнению с предыдущим проектом Харуна (по 8 ПУ и по 16 зенитных и противолодочных ракет) за счет сокращения противолодочного боезапаса зенитный боезапас усилен до 64 ед. Си Спэрроу ESSM в пакетном снаряжении. Полный залп зенитных средств составляет до 16 ед. Си Спэрроу ESSM.

## Сравнения с аналогами
Эскадренные миноносцы-вертолётоносцы типа «Идзумо»
|                       |                                | Вертолётоносцы проекта Идзумо                     | Вертолётоносцы проекта Хюга                | Танкеры проекта Масю       | УДК проекта Осуми                                                                              |
| --------------------- | ------------------------------ | ------------------------------------------------- | ------------------------------------------ | -------------------------- | ---------------------------------------------------------------------------------------------- |
| Водоизмещение         | Стандартное                    | 19,5 тыс.т                                        | 14 тыс.т                                   | 13,5 тыс.т                 | 9 тыс.т                                                                                        |
| Водоизмещение         | Полное                         | 26 тыс.т                                          | 19 тыс.т                                   | 25 тыс.т                   | 14 тыс.т                                                                                       |
| Размерения            | Длина                          | 248 м                                             | 197 м                                      | 221 м                      | 178 м                                                                                          |
| Размерения            | Ширина                         | 38 м                                              | 33 м                                       | 27 м                       | 25,8 м                                                                                         |
| Авиация               | Максимально                    | 14 вертолетов                                     | 11 вертолетов                              | -                          | -                                                                                              |
| Авиация               | В стандарте                    | 7 ед. Мицубиси SH-60J/SH-60K 2 ед. Агуста MCH-101 | 3 ед. Мицубиси SH-60J 1 ед. Агуста MCH-101 | -                          | -                                                                                              |
| Авиация               | Взлет/посадка                  | до 5 ед.                                          | до 3 ед.                                   | -                          | -                                                                                              |
| Десантные возможности | Маломерные суда                | 2 ед. штабных катеров                             | 2 ед. штабных катеров                      | 2 ед. штабных катеров      | 2 ед. катеров на возд. подушке 1 ед. плавающих БМП                                             |
| Десантные возможности | Рамповая погрузка              | правого борта                                     | правого борта                              | -                          | обоих бортов                                                                                   |
| Десантные возможности | Вместимость                    | до 50 ед. грузовиков Исудзу 73 (до 500 в/с)       | грузовик Исудзу 73 (до 100 в/с)            | -                          | до 18 ед. средних танков 74 до 65 ед. грузовиков Исудзу 73 (330 чел. в. с./1 тыс. чел. гражд.) |
| Танкерные возможности | Дополнительные цистерны мазута | есть                                              | -                                          | есть                       | -                                                                                              |
| Танкерные возможности | Оборудование перекачки топлива | есть                                              | предусмотрено                              | есть                       | -                                                                                              |
| Бортовой госпиталь    | Коек                           | 35                                                | -                                          | 46                         | 8                                                                                              |
| Бортовой госпиталь    | Интенсивная терапия            | палата интенсивной терапии                        | 8 мест                                     | палата интенсивной терапии | 2 места                                                                                        |

## Оценка проекта
Основной задачей кораблей проекта Хюга является обеспечение противолодочной обороны надводных сил (следующий проект Идзумо является универсальным). На кораблях реализовано базирование вертолётной авиагруппы, опробовано базирование конвертопланов (Оспрей) и технически возможно СВВП (Харриер-II и Лайтнинг II). Технически реализуемо и дооборудование носовым трамплином короткого разбега. На данный момент корабли способны нести до 11 ед. вертолётов, имеют ракетную УВП Mk41 на 16 ячеек (4 для 16 ракет ESSM, и 12 для ракет ПЛО ASROC) и ЗАК Фаланкс. Основу систем управления составляют БИУС ATECS и радар FCS-3 с ФАР</ref>. Благодаря наличию тяжелых вертолетов и КП соединения, корабли имеют расширенную зону ПЛО и приспособлены для обеспечения боевых действий за пределами Японии и ликвидации чрезвычайных ситуаций (стихийных бедствий и больших пожаров).

## На японском языке
- Серия История в картинах, Новейшие морские вооружения (со схемами), изд. Гаккэн 2002 г./Гаккэнся рэкиси гундзо сиридзу. Сайсин кайё хэёки дзукан, Гаккэнся, 2002 нэн/学研社歴史群像シリーズ『最新海洋兵器図鑑』ISBN 4056029148
- Журнал Корабли мира, изд. Кайдзин/Сэкай-но кансэн./ 世界の艦船.　海人社
  - март 2009 г. Спецвыпуск. Хюга. Все о новейшем вертолетоносце/Сэнтай. Токусю. Сайсиндзэй DDH Хюга-но субэтэ., 11 гацу 2009 нэн/船体 (特集・最新鋭DDH「ひゅうが」) — (最新鋭DDH「ひゅうが」のすべて), 11月2009年。
  - март 2014 г., стр. 110—111, Ю. Того, Программируемая радиосвязь Сухопутных сил самообороны Японии./Того Юкио, Рикудзё дзиэйтай-но софутоуэа мусэнки, 110—111 пэдзи/東郷行紀, 陸海自衛隊のソフトウェア無線機, pp. 110—111
  - ноябрь 2007 г., Спецвыпуск. Современные легкие авианосцы. Хюга и Токто. Сравнение легких авианосцев Японии и Кореи/Токусю. Гэндай-но кэйкубо. Хюга-то Токто. Никкан-но синдзо кэйкубо-о хикаку суру., 11 гацу 2007 нэн/ 11月2007年, 特集 現代の軽空母,「ひゅうが」と「独島」- 日韓の新造「軽空母」を比較する。
- Журнал Авиафан, изд. Бунриндо/Коку-фан, Бунриндо/ 航空ファン, 文林堂
  - сентябрь 2013 г., Фоторепортаж с учений Доун Бридж 2013 у побережья США/Дон Буридзи 2013. Бэйтайсэй кайган-кара-но гэнти фоторипото., 9гацу 2013 гэн/ドーン・ブリッツ2013 米西海岸からの現地フォトリポート, 9月2013年。